# Heather Fell
Heather Fell, född den 3 mars 1983 i Tavistock, Storbritannien, är en brittisk idrottare inom modern femkamp.
Hon tog OS-silver i damernas moderna femkamp i samband med de olympiska tävlingarna i modern femkamp 2008 i Peking.